# X Gon' Give It to Ya
«X Gon' Give It to Ya» — сингл американського репера DMX, випущений 10 грудня 2002 року як головний сингл із саундтреку фільма Від колиски до могили. Пісня є бонус-треком на європейських релізах його поточного на той час альбому Grand Champ. Це був його найуспішніший міжнародний сингл.
Пісня досягла успіху в чартах, досягнувши 60 місця в Billboard Hot 100, 30 місця в Hot R&B/Hip-Hop Songs і 13 місця в Hot Rap Songs. «X Gon' Give It to Ya» згодом відновив популярність після того, як він був включений у фільм «Дедпул» 2016 року, разом із помітними місцями в його маркетинговій кампанії. Після виходу фільму продажі зросли на 403 відсотки з 26 000 завантажень, а кількість трансляцій піднялася на 104 відсотки до 2,6 мільйонів кліків у США. Станом на травень 2017 року сингл офіційно отримав платиновий статус RIAA.

## Список композицій
1. «X Gon’ Give It to Ya» (Radio)
2. «X Gon’ Give It to Ya» (Instrumental)
3. «X Gon’ Give It to Ya» (Dirty)
4. «X Gon’ Give It to Ya» (Acapella)

## Чарти

### Щотижневі чарти
| Чарт (2003)                             | Найвища позиція |
| --------------------------------------- | --------------- |
| Німеччина (Media Control AG)            | 23              |
| Ірландія (IRMA)                         | 18              |
| Шотландія (Official Charts Company)     | 7               |
| Швейцарія (Media Control AG)            | 14              |
| Велика Британія (UK R&B Chart)          | 2               |
| Велика Британія (UK Singles Chart)      | 6               |
| США (Billboard Hot 100)                 | 60              |
| США (Hot R&B/Hip-Hop Songs) (Billboard) | 23              |
| США (Rap Songs) (Billboard)             | 13              |

| Чарт (2016)                 | Найвища позиція |
| --------------------------- | --------------- |
| Australia (ARIA)            | 54              |
| Австрія (Ö3 Austria Top 75) | 62              |
| Франція (SNEP)              | 48              |
| Угорщина (Single Top 40)    | 12              |

| Чарт (2021)                             | Найвища позиція |
| --------------------------------------- | --------------- |
| Канада (Canadian Hot 100)               | 35              |
| Словаччина (Singles Digitál Top 100)    | 46              |
| Sweden Heatseeker (Sverigetopplistan)   | 4               |
| США (Billboard Hot 100)                 | 46              |
| США (Hot R&B/Hip-Hop Songs) (Billboard) | 21              |

### Річні чарти
| Чарт (2003)                                          | Позиція |
| ---------------------------------------------------- | ------- |
| Німеччина (Official German Charts)                   | 77      |
| Швейцарія (Schweizer Hitparade)                      | 94      |
| Велика Британія UK Singles (Official Charts Company) | 80      |

## Сертифікації
| Регіон                                                      | Сертифікація  | Продажі   |
| ----------------------------------------------------------- | ------------- | --------- |
| Данія (IFPI Denmark)                                        | Золотий       | 45 000    |
| Німеччина (BVMI)                                            | 3× Золотий    | 450 000   |
| Італія (FIMI)                                               | Золотий       | 25 000    |
| Іспанія (PROMUSICAE)                                        | Золотий       | 30 000    |
| Велика Британія (BPI)                                       | Платиновий    | 767,912   |
| США (RIAA)                                                  | 2× Платиновий | 2 000 000 |
| продажі+прослуховування, що базуються лише на сертифікаціях |               |           |